# Willi Wolfradt
Willi Wolfradt (né le 19 juin 1892 à Berlin, mort le 30 septembre 1988 à Hambourg) est un historien de l'art.

## Biographie
Willi Wolfradt vient d'une famille d'origine juive convertie au protestantisme. Il étudie l'histoire de l'art et interrompt ses études au cours de la Première Guerre mondiale. En 1924, il publie une thèse sur Caspar David Friedrich. En 1921, il publie chez Klinkhardt und Biermann la première monographie sur George Grosz. Les deux hommes deviennent amis. En 1924 suit une monographie sur Otto Dix que Wolfradt n'a pas pu rencontrer, puis sur Lyonel Feininger. En 1923, il devient rédacteur du journal artistique Cicerone et aussi critique d'art pour Das Kunstblatt et Die Weltbühne.
Lors de l'arrivée au pouvoir du nazisme, il fuit en France en abandonnant sa bibliothèque. Au début de la Seconde Guerre mondiale, il est immédiatement emprisonné à cause de ses origines allemandes et détenu au camp des Milles, puis à ceux de Gurs, Rivesaltes et à nouveau Gurs. Il est menacé d'expulsion mais est libéré clandestinement par un réseau de résistance protestant. Il est caché en avril et mai 1943 puis passe la frontière suisse. En 1946, il s'installe aux États-Unis et est critique d'art à New York.
Il revient en Allemagne en 1951. De 1953 à 1961, il est lecteur pour Rowohlt et traduit notamment Jean-Paul Sartre.